# 48 Pułk Piechoty (Cesarstwo Niemieckie)
48 Pułk Piechoty im. von Stülpnagela (5 Brandenburski) - (niem. Infanterie-Regiment von Stülpnagel (5. Brandenburgisches) Nr. 48) pułk piechoty niemieckiej okresu II Rzeszy.

## Historia
Sformowany 5 maja 1860 .
Jego patronem był pruski gen. Wolf Louis Anton Ferdinand von Stülpnagel.
Wiosną 1914 był w strukturze 5 Dywizji Piechoty.
W wyniku mobilizacji, w sierpniu 1914 pułk osiągnął gotowość bojową i w składzie 9 Brygady Piechoty został wysłany na front zachodni.
Na stopie wojennej pułk liczył początkowo 3287 żołnierzy i dysponował 53-osobowym sztabem. Jego trzon stanowiły trzy bataliony piechoty liczące etatowo po 1079 żołnierzy. Te dzieliły się na cztery trzyplutonowe kompanie. Ponadto pułk posiadał organiczną kompanię karabinów maszynowych. W kolejnych latach w armii cesarskiej następowała restrukturyzacje wojsk. Wprowadzono nowy model „dywizji wz. 1915”. Zgodnie z jej etatem, pozostawiono w pułku 97-osobową kompanię karabinów maszynowych z 15 kaemami, ale liczebność batalionu piechoty zmniejszono do 650 żołnierzy. Słabszym liczebnie batalionom dodano jednak kompanię karabinów maszynowych, a w 1917 pluton granatników i pluton moździerzy.

## Schemat organizacyjny
- III Korpus Armijny – Berlin
  - 5 Dywizja Piechoty – Frankfurt nad Odrą
    - 9 Brygada Piechoty (9. Infanterie-Brigade) – Brandenburg
      - 48 pułk piechoty im. von Stülpnagela (5 Brandenburski) – Kostrzyn nad Odrą